# Hermann von François
Hermann von François, född 31 januari 1856, död 15 maj 1933, tysk militär och författare.
François blev officer vid infanteriet 1874, överste och regentschef 1903, generalmajor 1908 samt general i infanteriet 1914. Vid första världskrigets utbrott var François chef för 1:a armékåren och deltog med denna med utmärkelse i slagen vid Gumbinnen och Tannenberg i augusti 1914. I oktober samma år blev han chef för 8:e armén men förflyttades redan i december som chef för den nyuppsatta 41:a reservkåren, som han ledde under genombrytningen vid Gorlice i maj 1915. Juni 1915- juli 1918 var François chef för 7:e armékåren i Frankrike.